# Arquivos Nacionais da Austrália

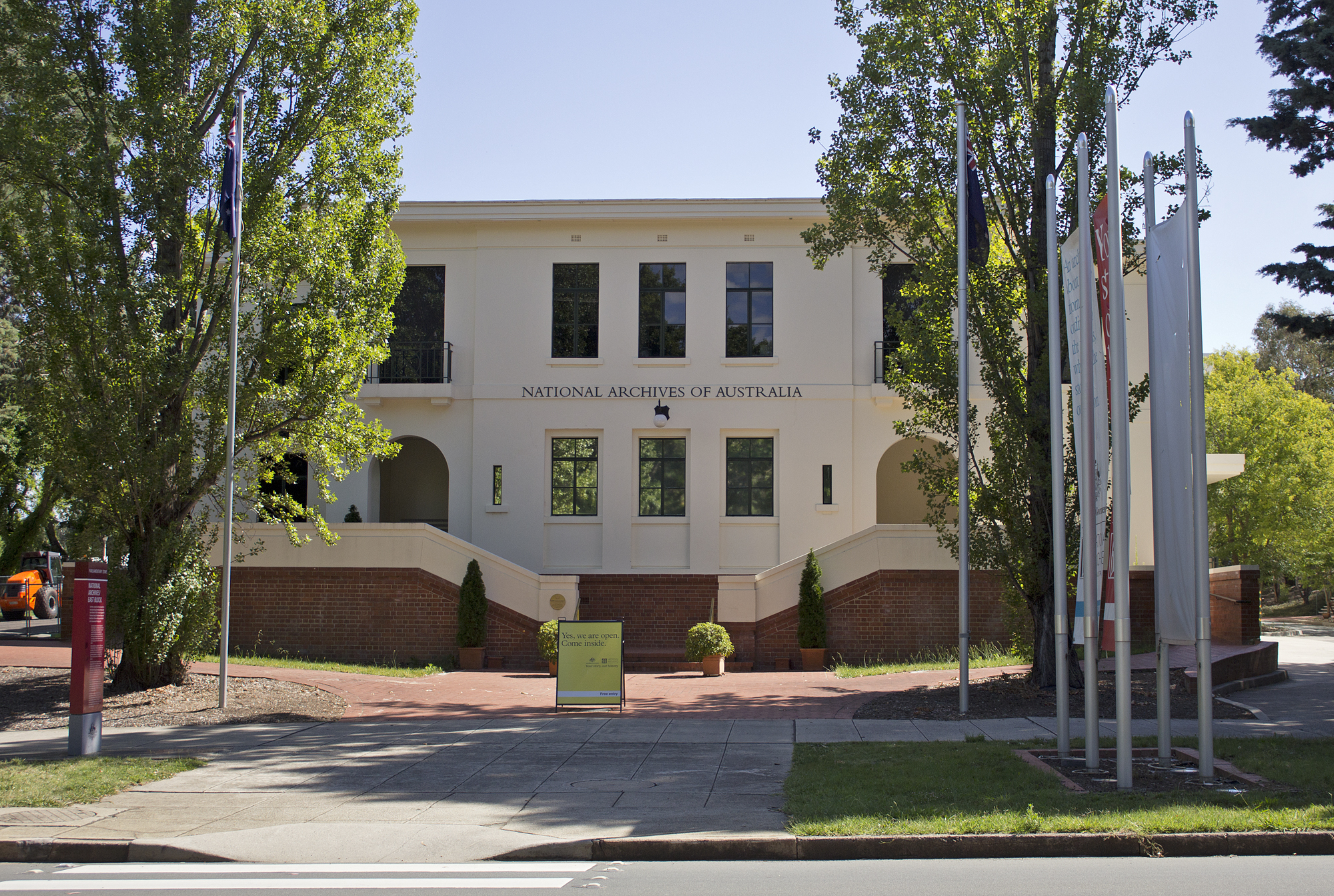

Os Arquivos Nacionais da Austrália (em inglês:  National Archives of Australia) é um organização federal criada pelo Governo da Austrália com o propósito de preservar registros de ações e decisões governamentais e da Commonwealth. Essa agência do governo australiano obtém, preserva e armazena de forma estruturada quaisquer registros ou informações relevantes sobre a história da Austrália, para tornar pública a consulta, tanto para fins profissionais quanto particulares.